# 嶌村聡
嶌村 聡（しまむら さとし、1967年9月3日 - ）は、日本の経営者。阪神タイガース球団本部長を務めている。

## 経歴・人物
大阪府大阪市出身。1991年に関西学院大学を卒業し、同年に阪神電気鉄道に入社。1994年に阪神タイガースに出向し、広報部での勤務を経て、1999年に野村克也監督の下で監督付き広報に就任。2002年から編成部でスカウトディレクターを務めた。2006年に東北楽天ゴールデンイーグルスに移籍し、再び野村監督の下で広報を務め、2007年から編成本部スカウト部の部長補佐を務めた。2010年に阪神に復帰し、編成部次長兼スカウト担当に就任。2021年4月から球団本部長を務めている。大学時代には野球部でプレーした経験がある。